# Dongfeng Honda

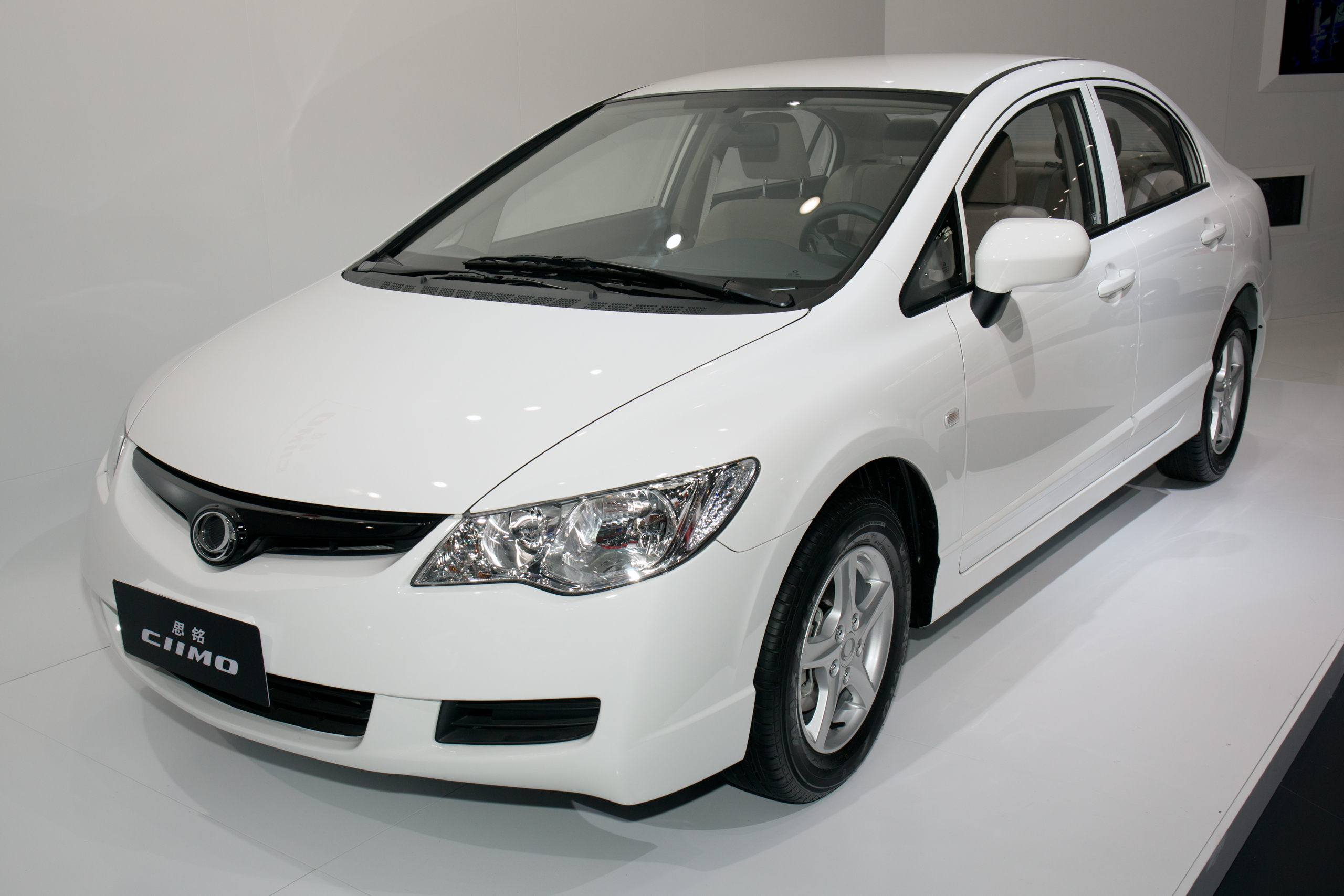
Honda Ciimo

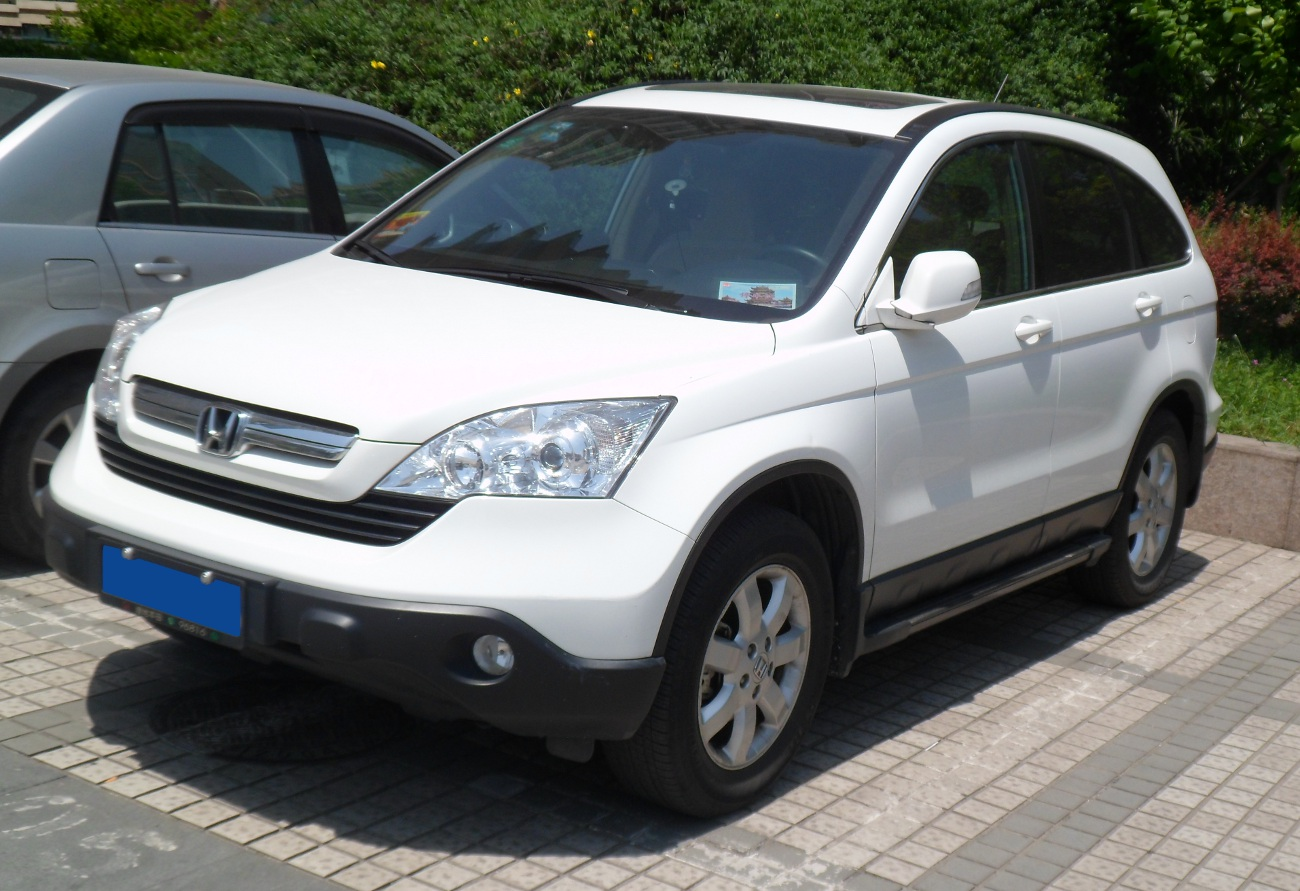
Honda CR-V

Dongfeng Honda — совместное предприятие между Dongfeng и Honda, основанное в июле 2003 года. Компания продаёт автомобили под марками Honda и Ciimo.
По данным компании Honda, производится 480000 единиц в год. Однако компания Dongfeng сообщает, что производится 713840 единиц в год.

## История
Компания Dongfeng Honda была основана в июле 2003 года. В апреле 2004 года началось производство автомобиля Honda CR-V.
В феврале 2006 года Dongfeng Honda заверила расширение своего производственного объекта на 2,8 миллиарда юаней (340 миллионов долларов США), увеличив производственные мощности в четыре раза до 120000 единиц. В мае 2008 года компания объявила о планах удвоить производственные мощности до 240000 автомобилей в год с инвестициями в размере 10 млрд юаней.
По состоянию на 2011 год, автомобили собирались из японских комплектующих. В 2022 году компания начала выпускать электромобили.

## В России
Продажи автомобилей Dongfeng Honda в России начались в январе 2023 года. Единственным автомобилем, продаваемым в России, стал Ciimo M-NV. Он оснащается электродвигателем мощностью 163 л. с., который питается от аккумулятора ёмкостью 61,3 кВт⋅ч. Заряд аккумулятора происходит за 10 часов. Автомобиль продаётся в Московском автосалоне за 2,9 млн рублей. Конкурентом является Evolute i-Joy.